# تل دو بران
تل دو بران مربوط به دوران‌های تاریخی پس از اسلام است و در شهرستان زرین دشت، روستای دبیران واقع شده و این اثر در تاریخ ۲۵ اسفند ۱۳۷۹ با شمارهٔ ثبت ۳۴۲۱ به‌عنوان یکی از آثار ملی ایران به ثبت رسیده است.